# Stockarydsgölen
Stockarydsgölen är en sjö i Sävsjö kommun i Småland och ingår i Lagans huvudavrinningsområde. Sjön är 0,8 meter djup, har en yta på 0,0647 kvadratkilometer och befinner sig 218 meter över havet.

## Delavrinningsområde
Stockarydsgölen ingår i det delavrinningsområde (635689-142698) som SMHI kallar för Mynnar i 635870-142701. Medelhöjden är 230 meter över havet och ytan är 22,1 kvadratkilometer. Det finns ett delavrinningsområde uppströms, och räknas det in blir den ackumulerade arean 32,41 kvadratkilometer. Vattendraget som avvattnar avrinningsområdet har biflödesordning 4, vilket innebär att vattnet flödar genom totalt 4 vattendrag innan det når havet efter 223 kilometer. Delavrinningsområdet består mestadels av skog (49 %) och sankmarker (20 %). Avrinningsområdet har 0,13 kvadratkilometer vattenytor vilket ger det en sjöprocent på 0,6 %. Bebyggelsen i området täcker en yta av 1,66 kvadratkilometer eller 7 % av avrinningsområdet.